# Rugabano (periodiskt vattendrag)
Rugabano är ett periodiskt vattendrag i Burundi.   Det ligger i provinsen Ruyigi, i den östra delen av landet, 130 kilometer öster om huvudstaden Bujumbura.
I omgivningarna runt Rugabano växer huvudsakligen savannskog. Runt Rugabano är det ganska glesbefolkat, med 32 invånare per kvadratkilometer.